# نبيه يوسف
نبيه يوسف (بالحرف اللاتيني: Nabih Youssef) هو مصمم إنشائي مصري أمريكي، عُرف بأعماله في مجال هندسة الزلازل، وهو زميل الجمعية الأمريكية للمهندسين المدنيين.
حصل يوسف على درجة البكالوريوس في الهندسة من جامعة القاهرة سنة 1967، ثم هاجر إلى الولايات المتحدة الأمريكية، وهناك حصل على درجة الماجستير من جامعة ولاية كاليفورنيا في لوس أنجلوس سنة 1971، ثم نال شهادة دراسات عليا في مجال هندسة الزلازل من جامعة كاليفورنيا في لوس أنجلوس سنة 1974.